# Shazhenxi (köpinghuvudort i Kina, Hubei Sheng, lat 30,96, long 110,60)
Shazhenxi (kinesiska: 沙镇溪, 沙镇溪镇) är en köpinghuvudort i Kina. Den ligger i provinsen Hubei, i den centrala delen av landet, omkring 350 kilometer väster om provinshuvudstaden Wuhan. Antalet invånare är 30 996. Befolkningen består av 15 015 kvinnor och 15 981 män. Barn under 15 år utgör 10,0 %, vuxna 15-64 år 78 %, och äldre över 65 år 11,0 %.
Runt Shazhenxi är det ganska tätbefolkat, med 166 invånare per kvadratkilometer. Närmaste större samhälle är Guojiaba, 12,8 km öster om Shazhenxi. I omgivningarna runt Shazhenxi växer i huvudsak blandskog.
Genomsnittlig årsnederbörd är 1 553 millimeter. Den regnigaste månaden är maj, med i genomsnitt 228 mm nederbörd, och den torraste är december, med 19 mm nederbörd.